# Sucupira do Norte
Sucupira do Norte là một đô thị thuộc bang Maranhão, Brasil. Đô thị này có diện tích 991,926 km², dân số năm 2007 là 10478 người, mật độ 10,56 người/km².